# Onorij Markolesko
Onorij Markolesko (1844 Rumunsko – 1927 Varna, Bulharsko) byl bulharský fotograf rumunského původu. Fotografoval mnoho společensko-politických, administrativních a kulturních akcí v Bulharsku.

## Životopis
Přijel z Tulcea v Tarnovu těsně před osvobozením Bulharska. Fotografoval kostel „Sv. 40 mučedníků“, klášter „sv. Trojice", kostel "sv. Matky Boží“. Portrétoval poslance ze všech částí země během Ústavodárného shromáždění ve dnech 10. až 16. února 1879. Později byla z portrétů sestavena tabule účastníků sněmu. Pořídil fotografie 17. pěší roty knížete Dondukova-Korsakova, třetí roty tarnovské roty, první náborové komise pro vytvoření bulharské armády, výzdobu města na přivítání prince Alexandra Battenberga, delegátů I., II., IV. Velkého národního shromáždění. Jeho fotografie ilustrují výzkum českého vědce Karla Škorpila o archeologických památkách v Bulharsku. Fotografoval lidové sváteční kroje a lidi z Tarnova pro první ukázkový veletrh v roce 1892.
Získal medaile a čestné diplomy z mezinárodních výstav. Byl zvolen řádným členem Všeobecné akademie vědeckých a technických umění v Bruselu. V roce 1903 se přestěhoval, aby žil a pracoval ve Varně. Zemřel v roce 1927.

## Galerie

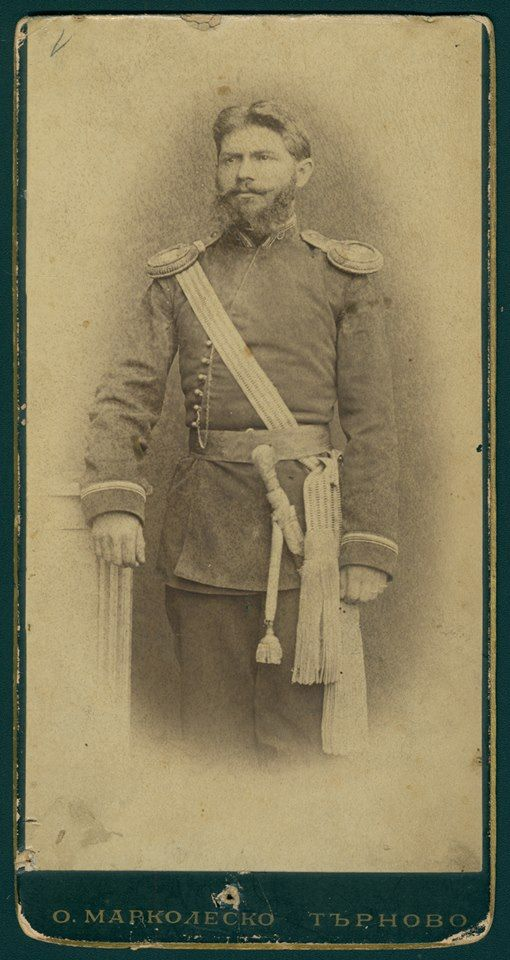
Dimitar Marinov, asi 1885
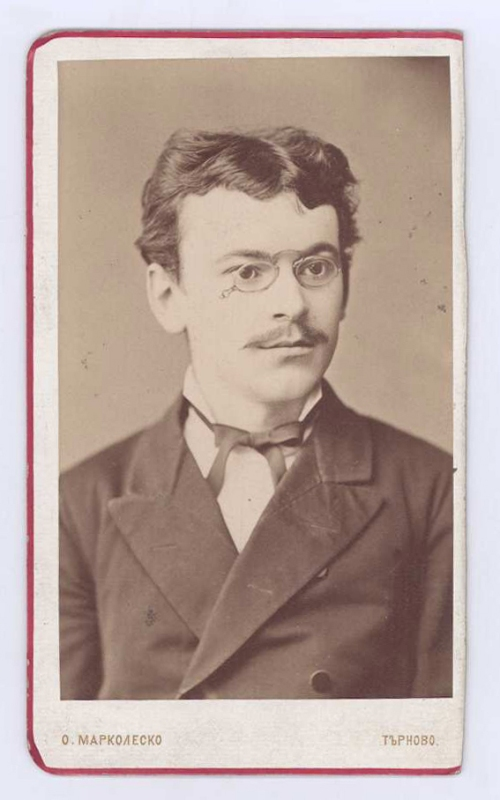
Georgi Dermančev
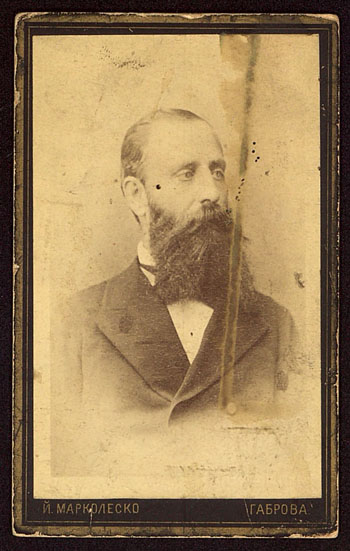
Stančo Poptsoněv
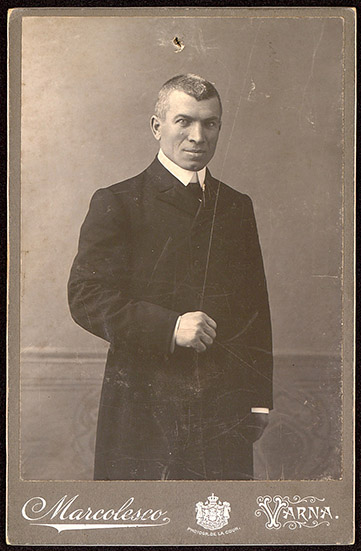
Stojan Kozhuharov
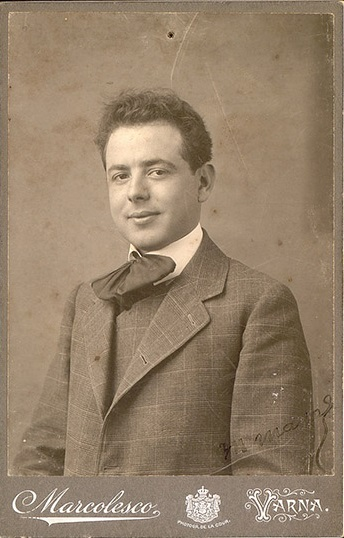
Tačo Tnajev
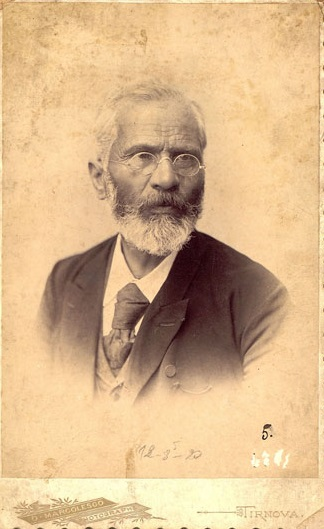
Cani Ginčev
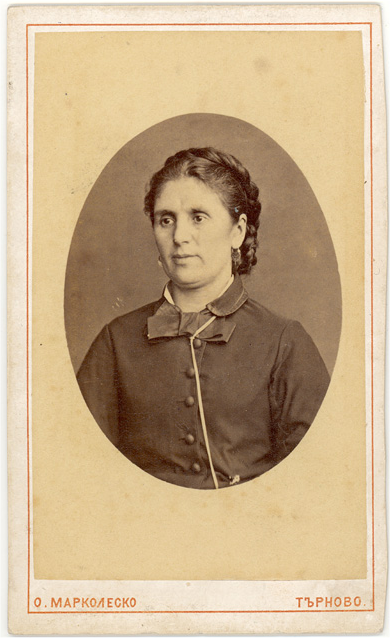
Anastasija Toševa
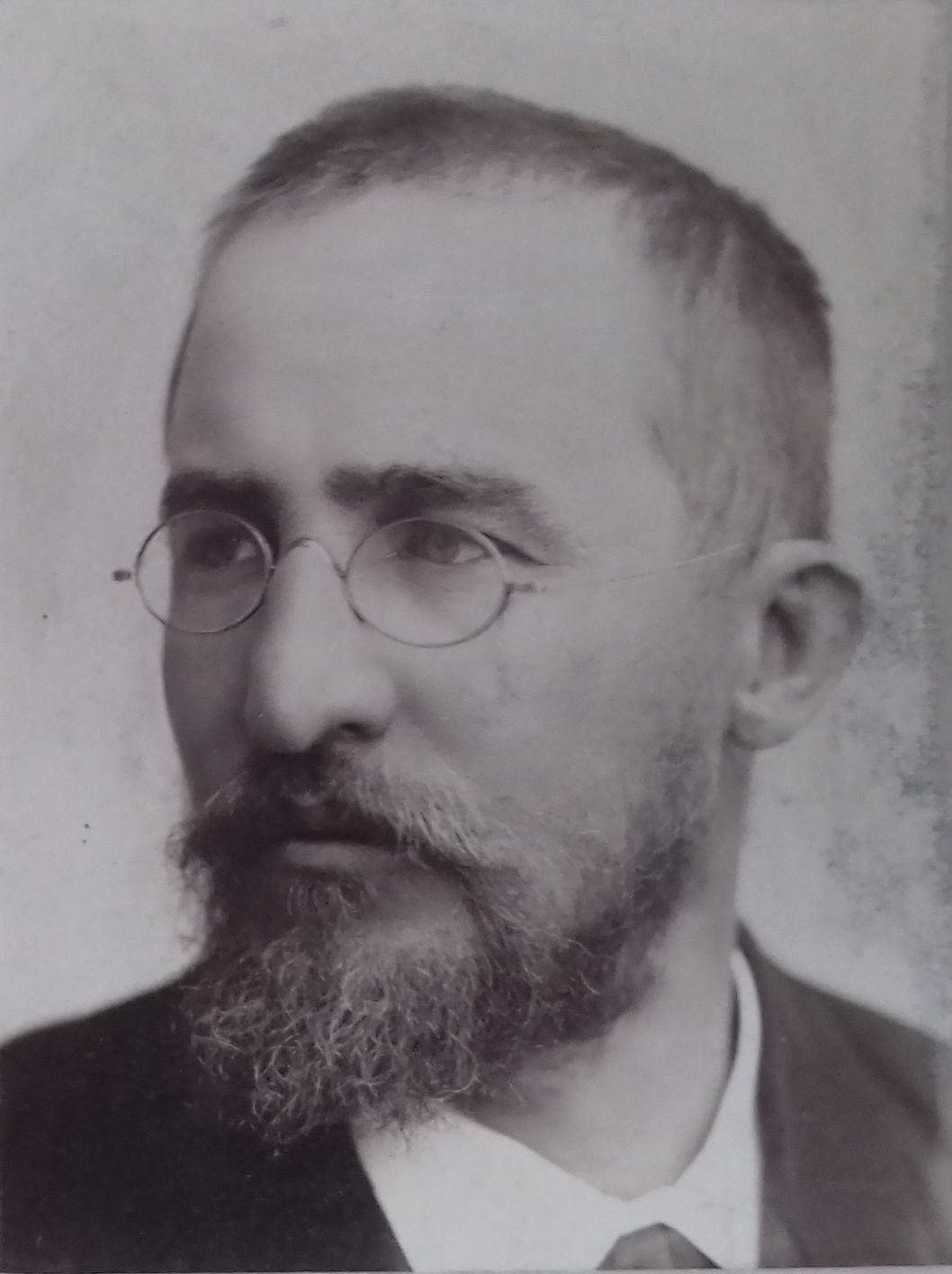
Karel Škorpil, český archeolog a vědec